# Razlitje nafte
Razlítje náfte je izpust tekočine naftnega ogljikovodika v okolje zaradi človekove dejavosti in je oblika onesnaževanja. Izraz se nanaša na morsko obliko razlitja nafte, če se olje sprosti v ocean ali obalnih vodah. Med razlitje nafte vključujemo izpuste surove nafte iz tankerjev, naftnih ploščadi, vrtalnih ploščadi, vodnjakov kot tudi razlitje naftnih derivatov (npr. bencin, dizelsko gorivo) in njihovih stranskih proizvodov ter razlitje težjih goriv, kot so goriva v večjih ladjah, pa tudi razlitje kateregakoli odpadnega olja. Čiščenje razlitja nafte lahko traja mesece ali leta. Nafta prodre tudi do morskega okolja. Javnost in predpisi namenjajo pozornost le naftnim tankerjem.

## Okoljski vplivi
Nafta prodira v strukturo perja ptic, kar zmanjšuje izolacijske sposobnosti, zaradi česar so ptice bolj izpostavljene temperaturnim nihanjem in so v vodi precej manj živahne. Prav tako se pticam zmanjša sposobnost letenja, krmiljenja in možnost pobega pred plenilci. Ptice običajno zaužijejo nafto, ki pokriva njihovo perje, ta pa povzroča poškodbe ledvic, spremembe v delovanju jeter in prebavnega trakta. To in omejene sposobnosti iskanja hrane povzroča dehidracijo in metabolna neravnovesja. Večina ptic, ki jih prizadene razlitje nafte, brez človekovega posredovanja pogosto umre. Prav tako kot ptice so tudi morski sesalci izpostavljeni razlitju nafte, ki tudi na njih vpliva na podoben način. Nafta prekrije kožuh morske vidre in tjulnjev in zato znižuje izolacijske sposobnosti kožuha, kar vodi v hipotermijo. Zaužitje nafte povzroča dehidracijo in slabo prebavo. Ker olje plava na vrhu vode, v vodo prodre manj sončne svetlobe, kar omejuje fotosintezo morskih rastlin in fitoplanktona, to pa posledično vpliva na prehranjevalne verige v ekosistemu. Poznamo tri vrste bakterij. Bakterije, ki zmanjšujejo sulfate in bakterije, ki proizvajajo kislino, ki so anaerobne in pa splošne aerobne bakterije. Te bakterije  med seboj naravno sodelujejo in odstranjujejo nafto iz ekosistema, tako da njihova biomasa nadomesti druge populacije v prehranjevalni verigi.